# Halle Open 2022
Halle Open 2022 — тенісний турнір, що проходив на трав'яних кортах у місті Галле, Німеччина з 13 до 19 червня. Належав до категорії ATP 500.

## Фінальна частина

### Одиночний розряд
Губерт Гуркач —   Данило Медведєв 6–1, 6–4

### Парний розряд
Марсель Гранольєрс /  Орасіо Себальйос —  Тім Пюц /  Майкл Вінус 6–4, 6–7(5–7), [14–12]